# Donnery
Donnery – miejscowość i gmina we Francji, w Regionie Centralnym, w departamencie Loiret.
Według danych na rok 1990 gminę zamieszkiwały 2054 osoby, a gęstość zaludnienia wynosiła 94 osoby/km² (wśród 1842 gmin Regionu Centralnego Donnery plasuje się na 185. miejscu pod względem liczby ludności, natomiast pod względem powierzchni na miejscu 595.).